# Jezdina
Jezdina (cyr. Јездина) – wieś w Serbii, w okręgu morawickim, w mieście Čačak. W 2011 roku liczyła 246 mieszkańców.